# 佐藤航太
佐藤 航太（さとう こうた、2004年4月7日 - ）は、東京都江戸川区出身のプロ野球選手（外野手・育成選手）。右投右打。福岡ソフトバンクホークス所属。

## 経歴

### プロ入り前
江戸川区立下鎌田西小学校時代から「大雲寺スターズ」で軟式野球を始め、江戸川区立瑞江第二中学校時代は「江東ライオンズ」でプレーする。
高校は青森県八戸市の八戸学院光星高校に進学。3年生の夏には第104回全国高等学校野球選手権大会に出場を果たす。2回戦の対愛工大名電高校戦では、5回表に自身が左翼にランニング本塁打を放ち、一時はリードするが、5対6で敗れる。ランニング本塁打は、同大会では2018年の第100回大会以来の記録であり、同校では2011年の第93回大会において、川上竜平以来の記録だった。また、高校の1学年後輩に、のちにプロで再びチームメイトとなる中澤恒貴がいた。
2022年10月20日に行われたプロ野球ドラフト会議にて、福岡ソフトバンクホークスから育成ドラフト11巡目指名され、入団。背番号は168。

### プロ入り後
ドラフトでは内野手として指名されたが、入団後は外野手登録となっている。
2023年は主に四軍でプレーしていたが、三軍の韓国遠征による選手不足から飛び級で二軍に抜擢され、9月17日の二軍公式戦、対中日ドラゴンズ戦において三塁打を記録する。二軍公式戦はこの1試合のみの出場であったが、三軍・四軍戦では51試合に出場し、打率.288、1本塁打、29打点、OPS.638の成績を残した。
2024年は二軍で37試合に出場して打率.327、11打点の成績を残した。特に8月は月間打率.382を記録するほど絶好調で、月間MVPを受賞した。
2025年は春季キャンプを初めて一軍で迎えたものの、胃腸炎を発症しキャンプを離脱した。監督の小久保裕紀からは「残念ながらそういう世界なので。前年の3人はキャンプを完走して、競争して勝ち取ってるわけなんで」と苦言を呈された。

## 選手としての特徴
50メートル走で5秒9を記録する俊足で「通天閣打法」と例えられる高い軌道の長打が持ち味。

## 詳細情報

### 背番号
- 168（2023年[6] - ）

### 登場曲
- 「Just You and I」安室奈美恵（2023年 - ）
- 「Jump Around」House of Pain（2023年 - ）